# 박병선 (역사가)
박병선(한국 한자: 朴炳善, 1923년 3월 25일~2011년 11월 22일)은 대한민국 출신의 프랑스 역사학자 겸 저술가이다. 직지심체요절(直指心體要節)이 현존하는 세계 최초의 금속활자임을 밝혀 내었다. 프랑스 파리에서 현존하는 세계 최고(最古)의 금속활자본인 직지심체요절을 발견해 내 2001년 유네스코 세계기록유산에 등재시킨 1등 공신이다.

## 생애
박병선은 1923년 전주에서 아버지 박정근 사이에서 삼녀 중 셋째로 태어났다. 1950년 서울대학교 사범대학 사회교육과에서 학사 학위 취득했고, 1955년 대한민국 여성으로서 최초로 프랑스 유학을 떠났다. 서른 세 살의 나이에 프랑스 유학길에 올랐던 것은 병인양요 때 프랑스 군이 약탈해 간 외규장각 의궤를 꼭 찾아보라는 대학교 시절 스승 이병도의 당부가 있었기 때문이었다.
외규장각 의궤는 프랑스에 있을 것이라는 추측만 있을 뿐, 존재 여부조차 확인할 길이 없어 박병선은 프랑스 전역의 도서관, 고서점 등을 다니며 발품을 팔아야 했다. 그러던 중 한문으로 된 책 한 권이 눈에 띄었는데, 세계 최초의 금속활자 인쇄본 ‘직지심체요절’이었다. 그러나 프랑스 측에서는 직지심체요절의 가치를 인정하지 않고 오히려 박병선에게 입을 다물라고 했다. 타국의 중요한 문화유산을 외면하는 프랑스의 태도에 박병선은 자존심이 상했고, 혼자 직지심체요절의 가치를 밝혀내기 위한 고증 작업을 시작해 마침내 그 노력은 결실을 맺었다. 1972년 파리에서 열린 ‘책의 역사 종합전람회’에 직지심체요절을 출품했고 이를 통해 직지심체요절이 요하네스 구텐베르크의 성경책보다 무려 78년이 앞선 세계 최고(最古)의 금속활자본임을 전 세계에 알렸다.
1975년에는 외규장각 의궤의 행적을 밝혀 내었는데, 20년 동안 찾아 헤매던 이 의궤는 프랑스 국립도서관의 베르사유 분관 폐지 창고에 버려지다시피 방치돼 있었다. 이 사실을 한국에 알리자 프랑스는 외규장각 의궤의 존재를 한국에 알렸다는 이유로 그를 권고 사직시키고 ‘한국의 스파이’라는 오명을 씌우기까지 했다. 박병선의 적극적인 노력 끝에 2011년 5월 27일 297권의 외규장각 의궤가 145년 만에 대한민국 땅으로 돌아왔다.
박병선은 벨기에 루뱅에서 동양사학을 전공한 후 파리 제7대학교에서 역사학 박사 학위를 취득했다. 1967년부터 프랑스 국립도서관에 근무하였고 1967년부터 13년 동안 프랑스 국립도서관에 근무하면서 직지심체요절과 외규장각 도서를 발견했다. 직지심체요절의 존재를 처음 발견하여 1972년에 이 사실을 세상에 알렸고, 1975년에는 병인양요 때 프랑스가 약탈해 간 외규장각 도서를 발견해 대한민국 내 '외규장각 도서 반환 운동'에 불을 지폈다.
박병선은 대한민국 임시정부 파리위원부가 있던 청사를 찾아내기도 했고, 파리 근교에서 살면서 한국 관련 각종 고서 연구와 프랑스에서 본 한국의 3·1운동 등에 관한 독립운동사를 정리하기도 했다. 주요 저서로는 ‘한국의 인쇄사’(프랑스어·스페인어·영어·한국어)가 있고, ‘한국의 무속사’, ‘한국의 역사’ 등을 프랑스어로 펴냈다.
2009년 9월에 병인양요에 대한 한국 사료를 찾으러 방한했다. 이 방한 기간 중에 심한 복통을 일으켜 병원을 찾았는데, 이 때 직장암 4기 선고를 받았고 2009년 12월 7일에 대한민국에서 수술을 하였다. 이후 프랑스로 돌아가 병인양요에 대한 정리 작업을 하였다.
2011년 11월 22일(프랑스시각), 프랑스 파리에서 향년 88세로 사망했고, 국립서울현충원에 안장되었다.

## 학력
- 진명여자고등보통학교 (졸업)
- 서울대학교 사회교육학과  (졸업)
- 루뱅 가톨릭 대학교 동양사학과 (졸업)
- 피에르 마리 퀴리 대학교 대학원 역사학과 (졸업)
- 피에르 마리 퀴리 대학교 대학원 역사학과 (졸업)
- 프랑스고등교육원 종교학과 (졸업)

## 경력
- 프랑스 국립도서관 특별보조원
- 콜레주 드 프랑스 연구원

## 저서
- 《병인년 프랑스가 조선을 침노하다》. 태학사. 2008년. ISBN 9788959662708
- 《1866 병인년 프랑스가 조선을 침노하다》. 조율. 2013년. ISBN 9788997169061

## 상훈
- 2007년: 국민훈장 동백장, 제7회 비추미여성대상 특별상
- 2009년: 26회 가톨릭대상 특별상
- 2011년: 국민훈장 모란장, 제7회 경암학술상 특별공로상[15]

## 관련 방송
- KBS 1TV 《KBS 스페셜- 의궤, 잃어버린 역사를 찾다, 박병선 박사[깨진 링크(과거 내용 찾기)]》. 2013년 3월 31일.
- 박병선, 외규장각 의궤에 바친 한 역사학자의 삶역덕이슈 오늘

## 같이 보기
- 외규장각
- 외규장각 도서